# 米拉之家
41°23′43″N 2°09′42″E / 41.39528°N 2.16167°E
米拉之家 （Casa Milà，經常被稱為 La Pedrera（加泰羅尼亞語，意為「採石場」））加泰羅尼亞語名稱是Casa Milà，意指「米拉的家」，就是「米拉先生府第」之意，雖然又譯米拉公寓，卻是不太符合此建築的歷史和加泰羅尼亞語言的翻譯。
米拉之家是加泰羅尼亞現代主義建築師安東尼·高第的代表作之一，坐落在巴塞隆納市區裡的Eixample擴建區、格拉西亞街（Passeig de Gràcia）上。
米拉之家建於1906年至1912年間，當時是富豪佩雷·米拉先生（Pere Milà）因非常欣賞高第為巴特略先生設計的巴特略公寓（CASA BATLLÓ），為了和富孀 Roser Segimon 結婚，而請高第設計的。聯合國教科文組織在1984 年將包括米拉之家在內的幾個高第設計的建築列入世界遺產中。

## 建築

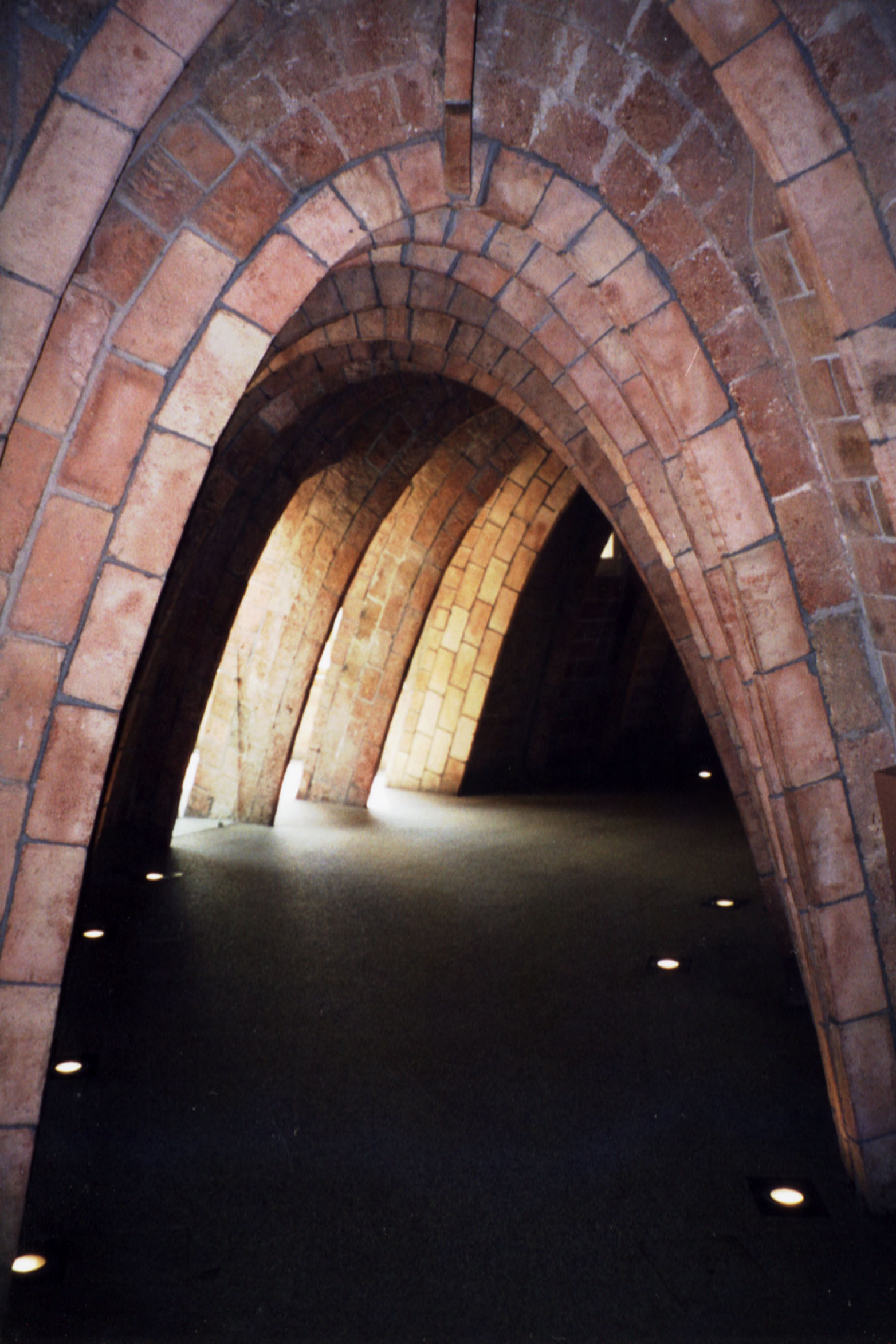
米拉之家的拱頂，呈現拋物線或懸鏈線的形狀

米拉之家是高第設計的最後一個私人住宅，是米拉先生的府第，所以被稱為Casa Milà，即是「米拉之家」的意思。它佔地1,323平方公尺，有33個陽台，150扇窗戶，3個採光中庭（2個大中庭，1個小天井）；6層住宅，1層頂樓（閣樓），1個地下停車場；共有3個立面；兩個正門入口，一個在格拉西亞大道（Passeig de Gracia）上，一個在普羅班薩街 （Provença)上。
米拉之家波浪形的外觀，是由白色的石材砌出的外牆，扭曲迴繞的鐵條和鐵板構成的陽臺欄杆，和寬大的窗戶組成的，可讓人發揮想像力，有人覺得像非洲原住民在陡峭的懸崖所建造類似洞穴的住所，有人覺得像海浪，有人覺得像退潮後的沙灘，有人覺得像蜂窩的組織，有人覺得像熔岩構成的波浪，有人覺得像蛇窟，有人覺得像沙丘，有人覺得像寄生蟲巢穴等等。米拉之家的內部，每一戶都能雙面採光，光線由採光中庭和外面街道進來，房間的形狀也幾乎全是圓型設計，天花板、窗戶、走廊、很少有正方的矩形。
米拉之家有一些宗教色彩，在它的外牆高處可以看到一個M字，代表聖母瑪利亚Maria；可以看到一朵玫瑰浮雕，代表玫瑰圣母 （Virgen del Rosario / Our Lady of the Rosary），也代表米拉夫人的名子Roser；可以看到一行浮雕的字「Ave - Gratia - M - Plena - Dominus - Tecum」，代表「上帝拯救你，瑪利亚，你充滿恩典，上帝與你同在」。
米拉之家設計的特點是『它本身建築物的重量完全由柱子來承受，不論是內牆外牆都沒有承受建築本身的重量，建築物本身沒有主牆』，所以內部可以隨意隔間改建，建築物不會塌下來，而且，可以設計出更寬大的窗戶，保證每個房間的采光。當時米拉夫婦出錢建這房子，一樓是出租的店舖，二樓叫「主樓」（Piso Principal），屋頂挑高，在米拉夫婦在世時就住這一層樓，一樓和二樓之間有一層「間層」（entresuelo），二樓之上有四層樓：三、四、五、六樓，是出租的公寓，因為高第設計的力學結構很特別，建築物的重量完全由柱子來承受，所以出租的每一層樓的隔間佈局都不一樣，三樓隔出三戶住家，四樓隔出四戶住家，五樓隔出四戶住家，六樓隔出三戶住家，每戶住家佔地也不一樣，最大600平方公尺，最小290平方公尺。頂樓是用來調節溫度，曬衣服用的。屋頂陽台則類似高第的另一個作品桂爾公園（PARC GÜELL）中似蛇般的長椅，有30個奇特的煙囪，2個通風口，與6個樓梯口，塔狀的樓梯口形狀最大，螺旋梯裡面暗藏水塔。
米拉夫婦去世後，這棟建築被賣給一家房地產公司，除原有的出租公寓部分外，房地產公司把米拉之家内原米拉夫婦自住的樓層也改成出租公寓，後來，1986 年，米拉之家被Caixa de Catalunya銀行買下來，耗巨資整修，清洗因空氣污染而變黑的門面，現在的一樓是銀行的基金會舉辦免費展覽的場地，提供欣賞內部設計的機會。
大多數參觀過這棟建築的人可能會認為米拉之家是壯麗且氣勢凌人的，也有人對波浪狀的外牆覺得太古怪，但無論如何，米拉之家現在是巴塞隆納的地標之一。

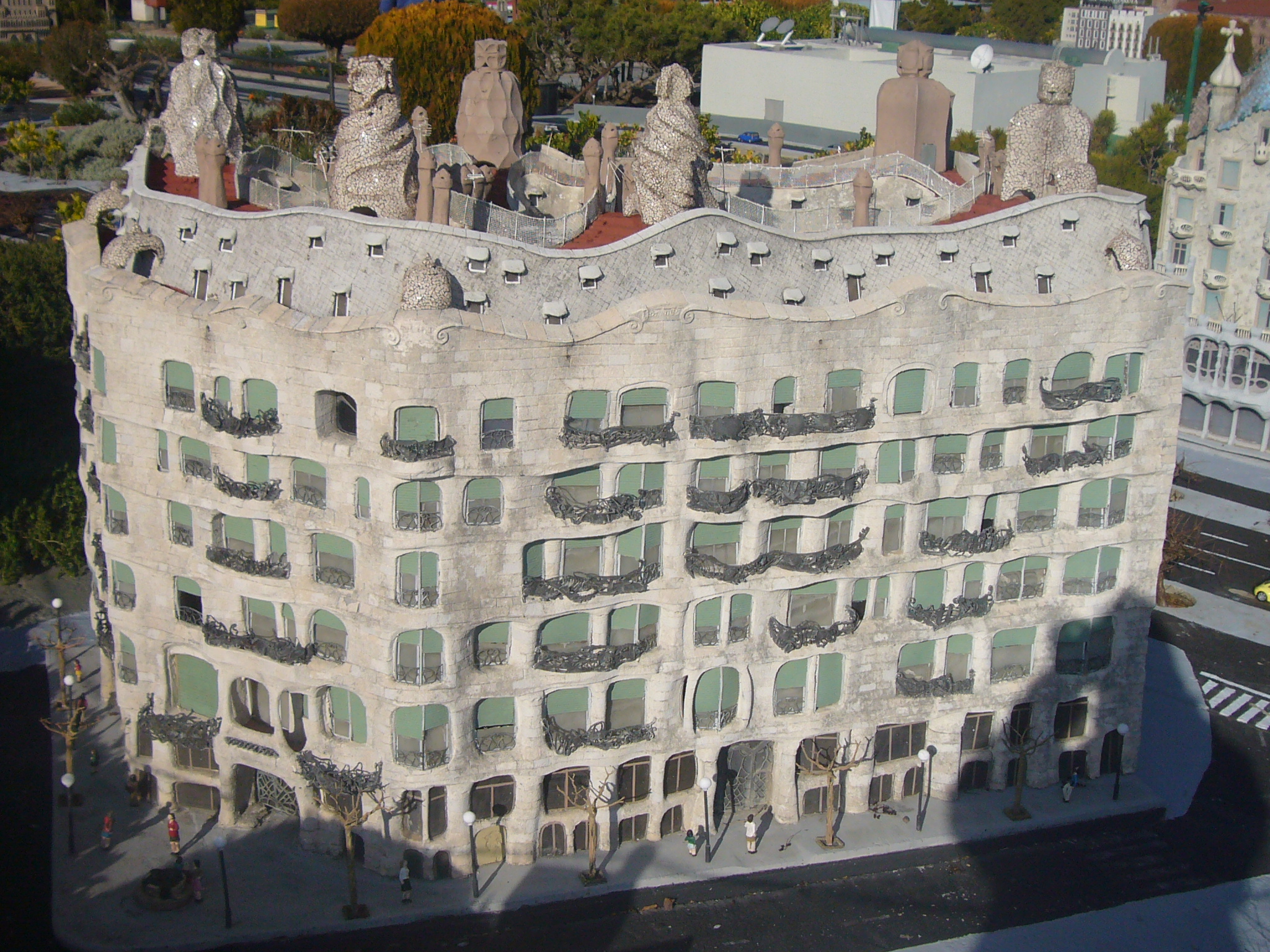
米拉之家俯瞰
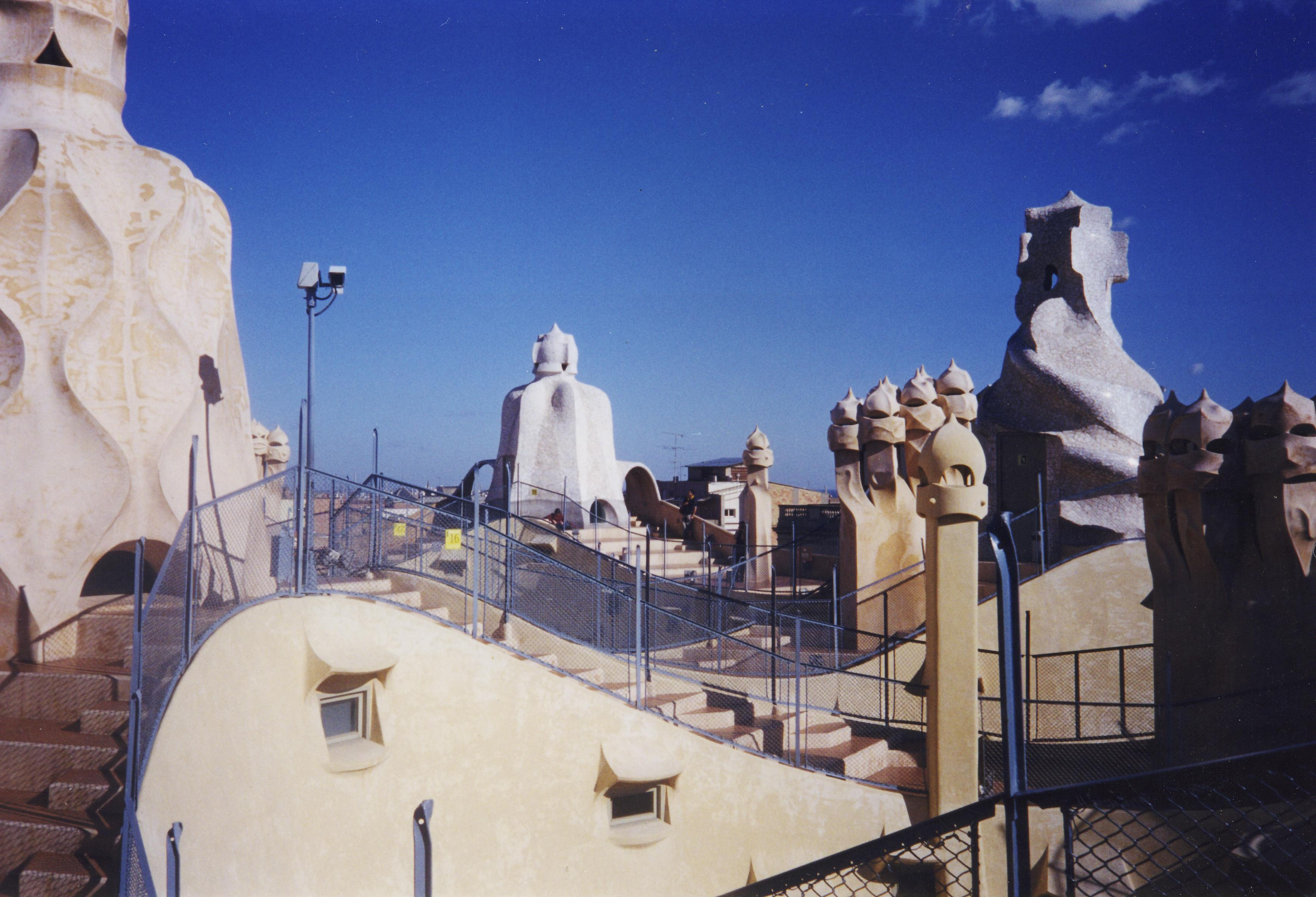
屋頂可看見許多造型奇特的煙囪與塔
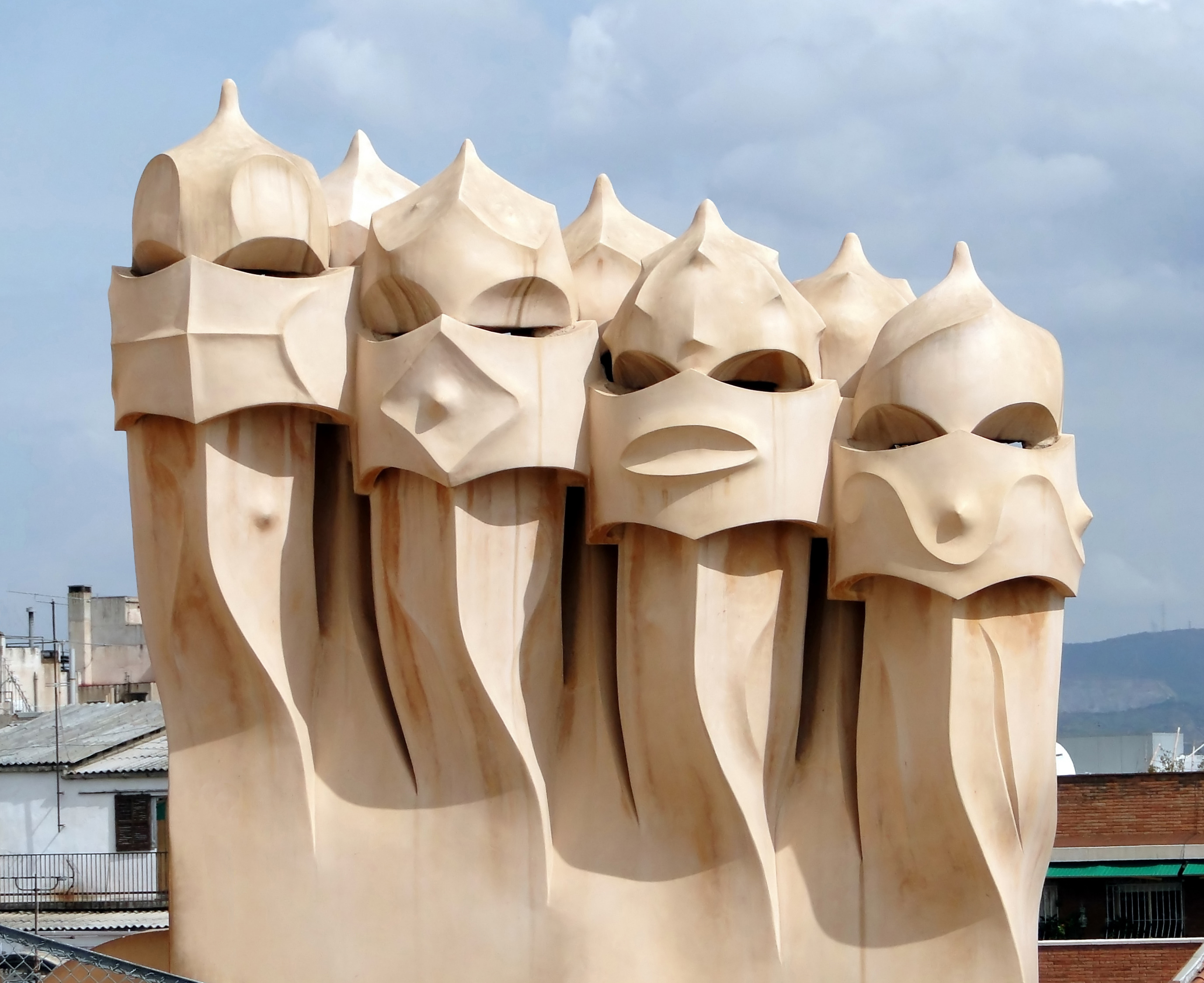
通風塔
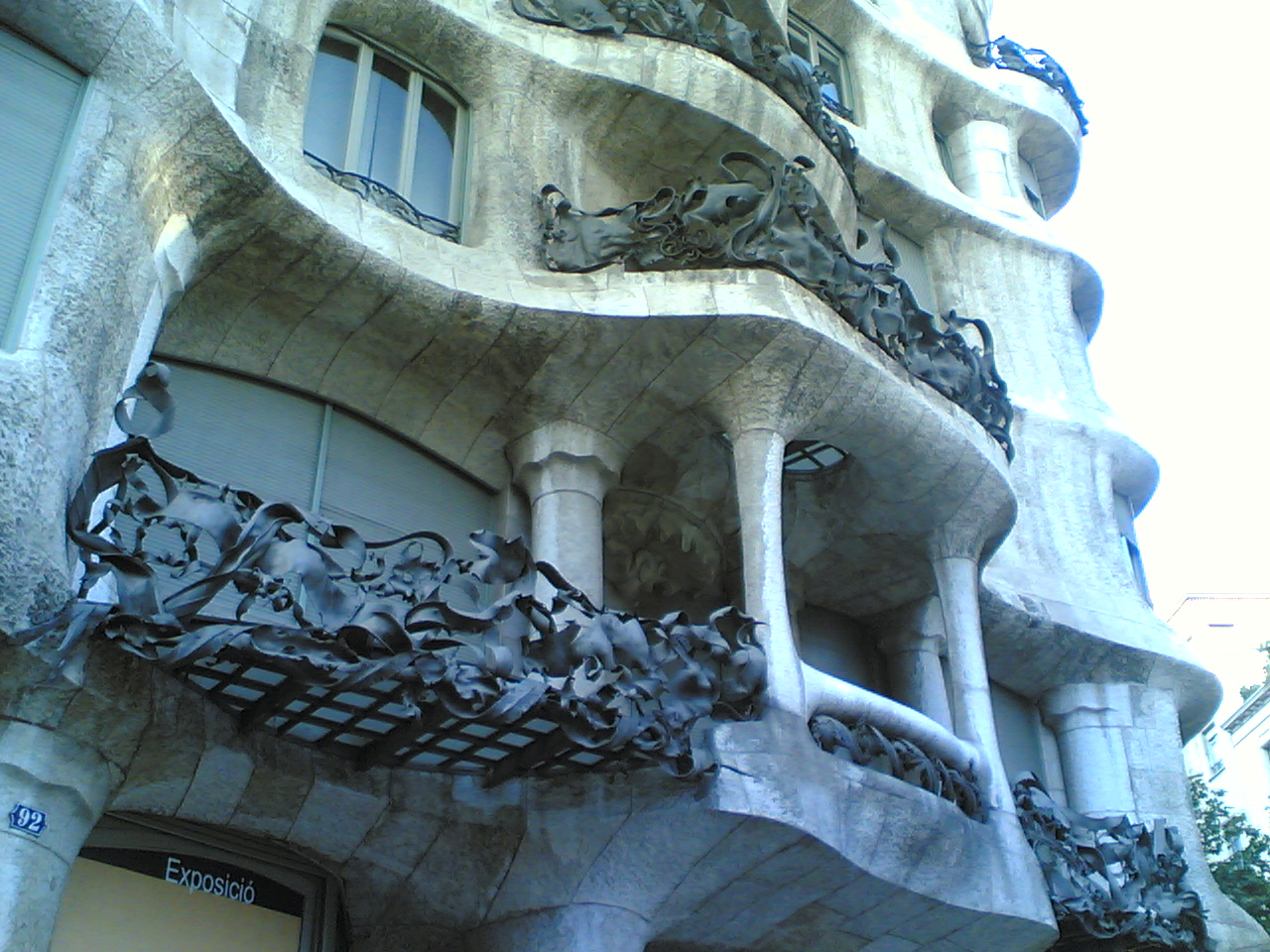
陽台雕塑
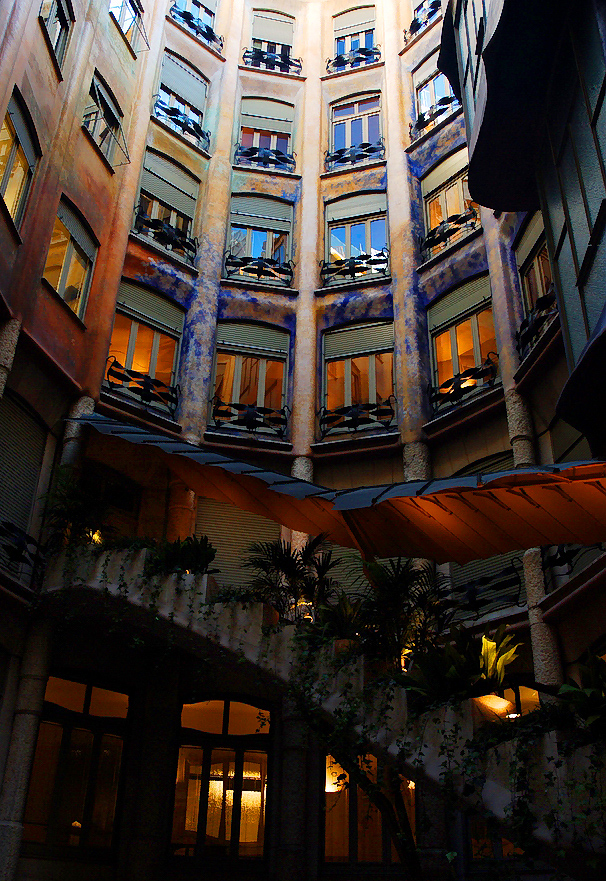
中庭天井
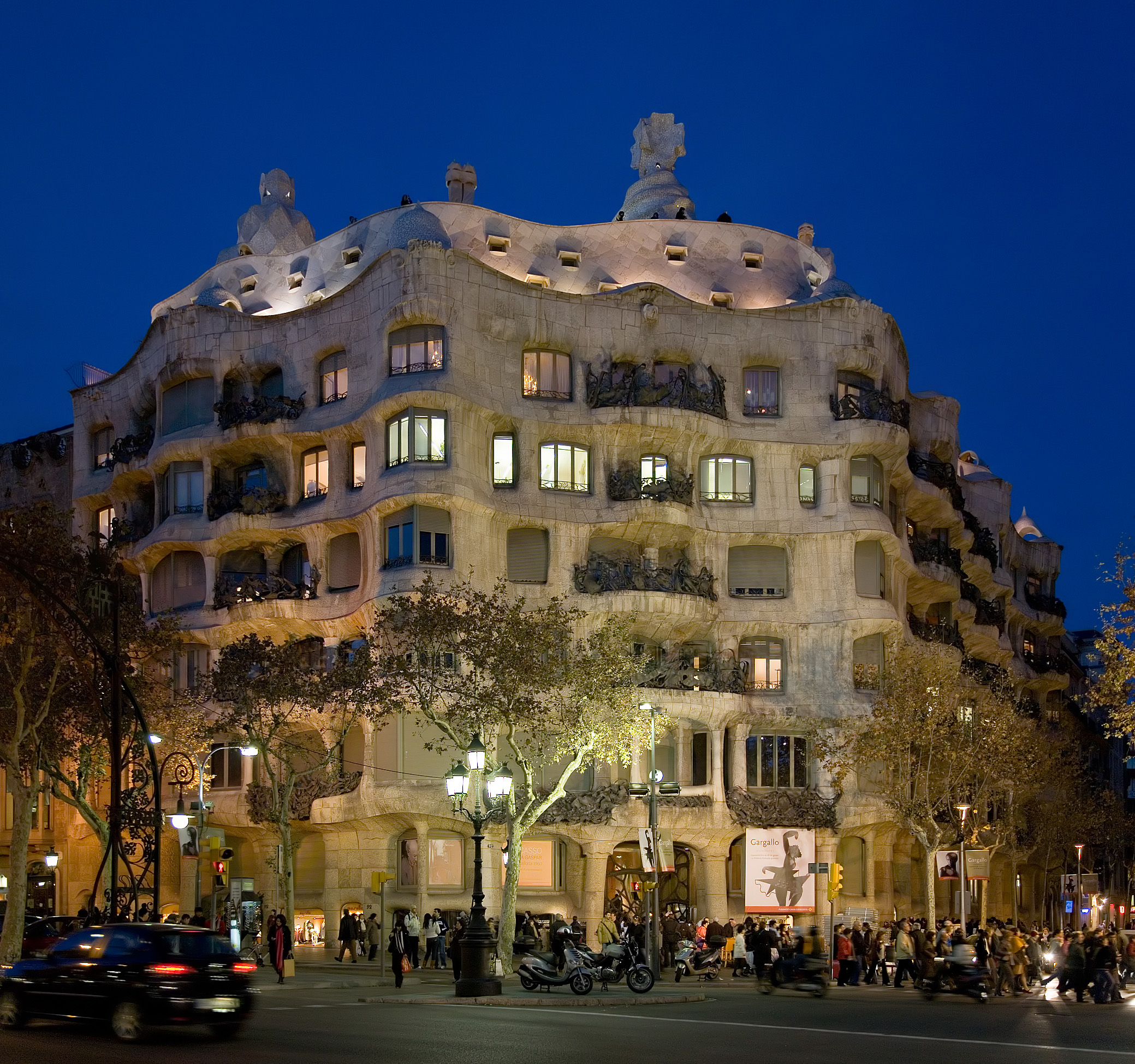
夜景
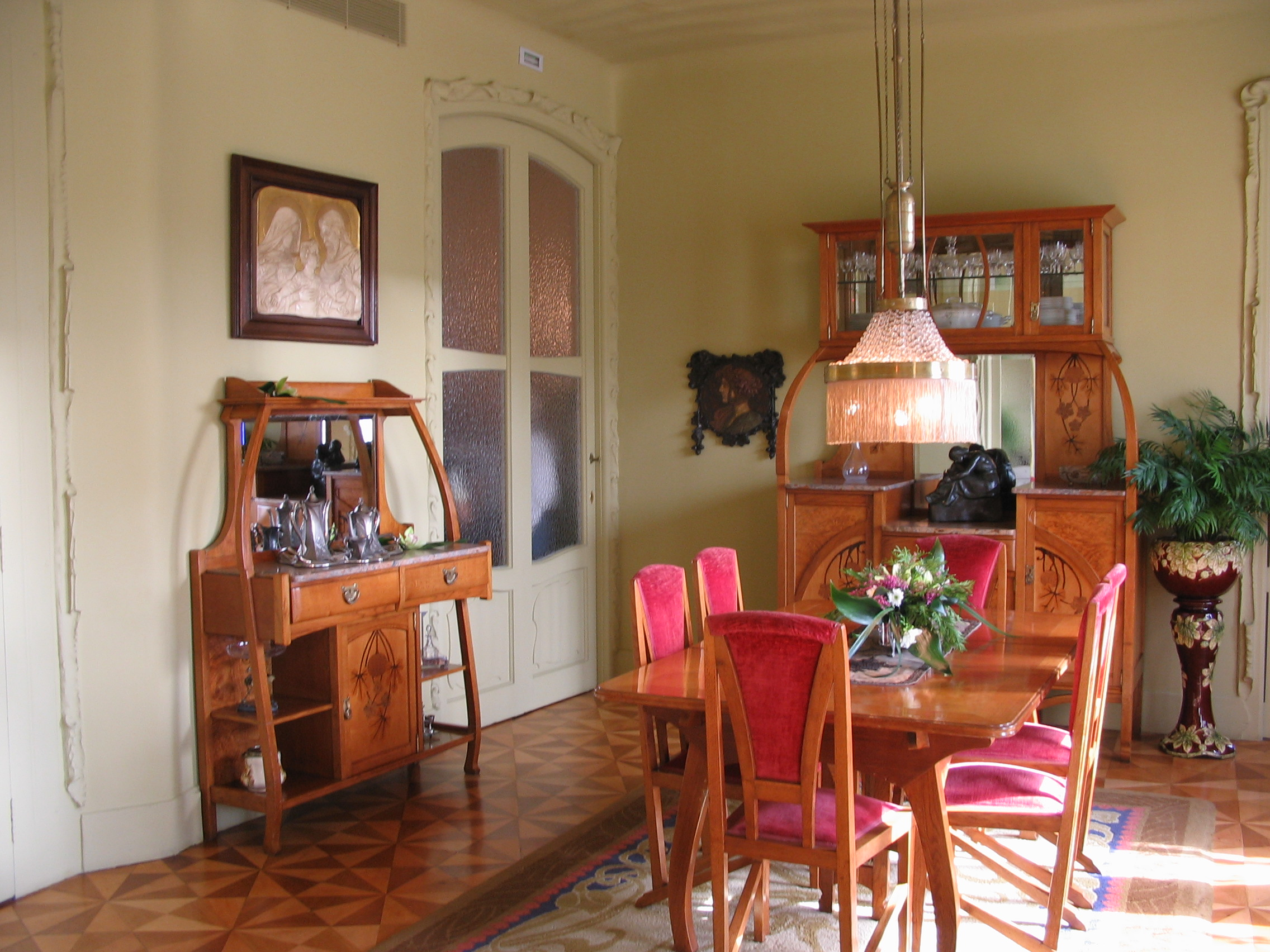
內部家具
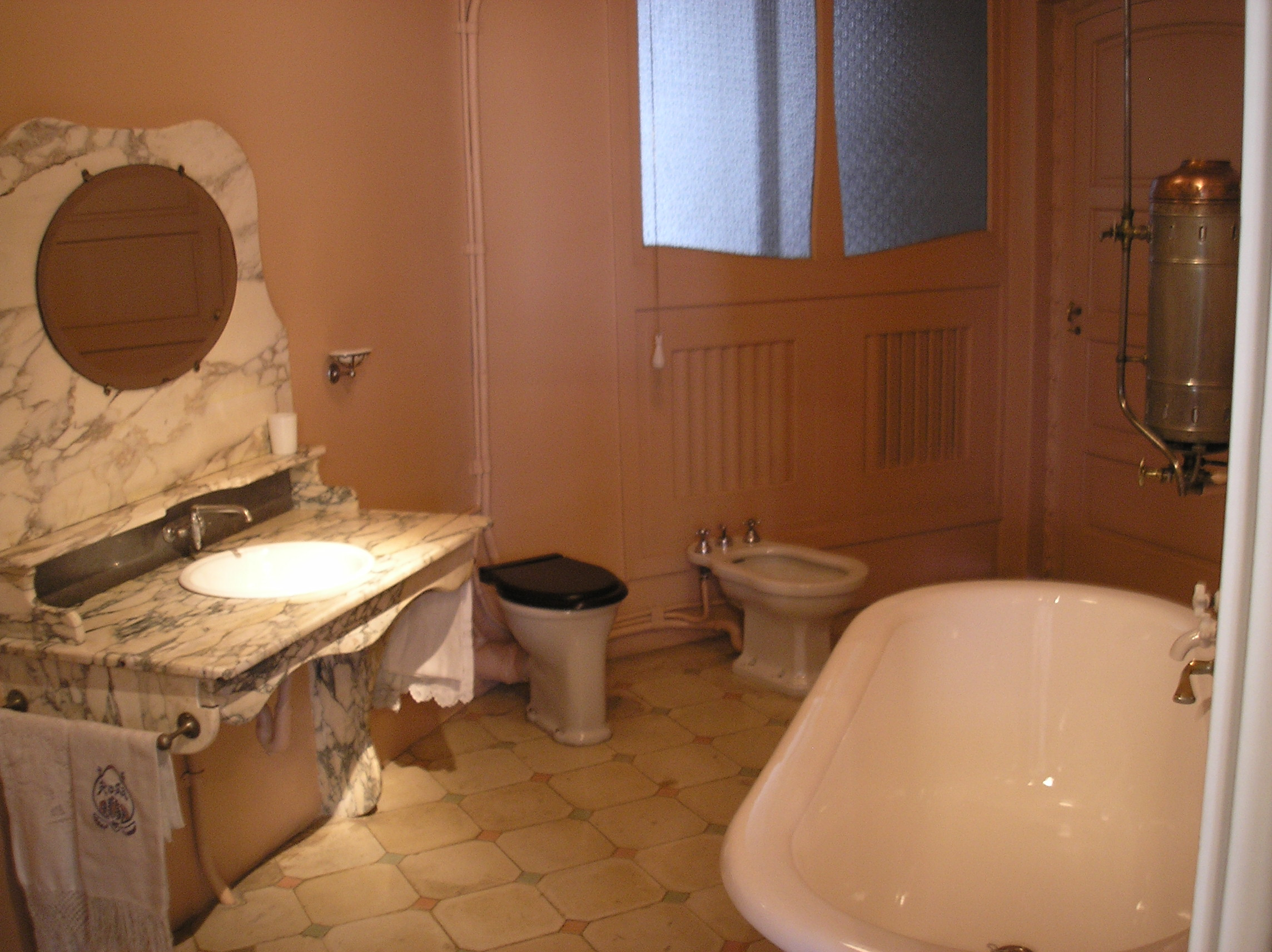
浴室設計
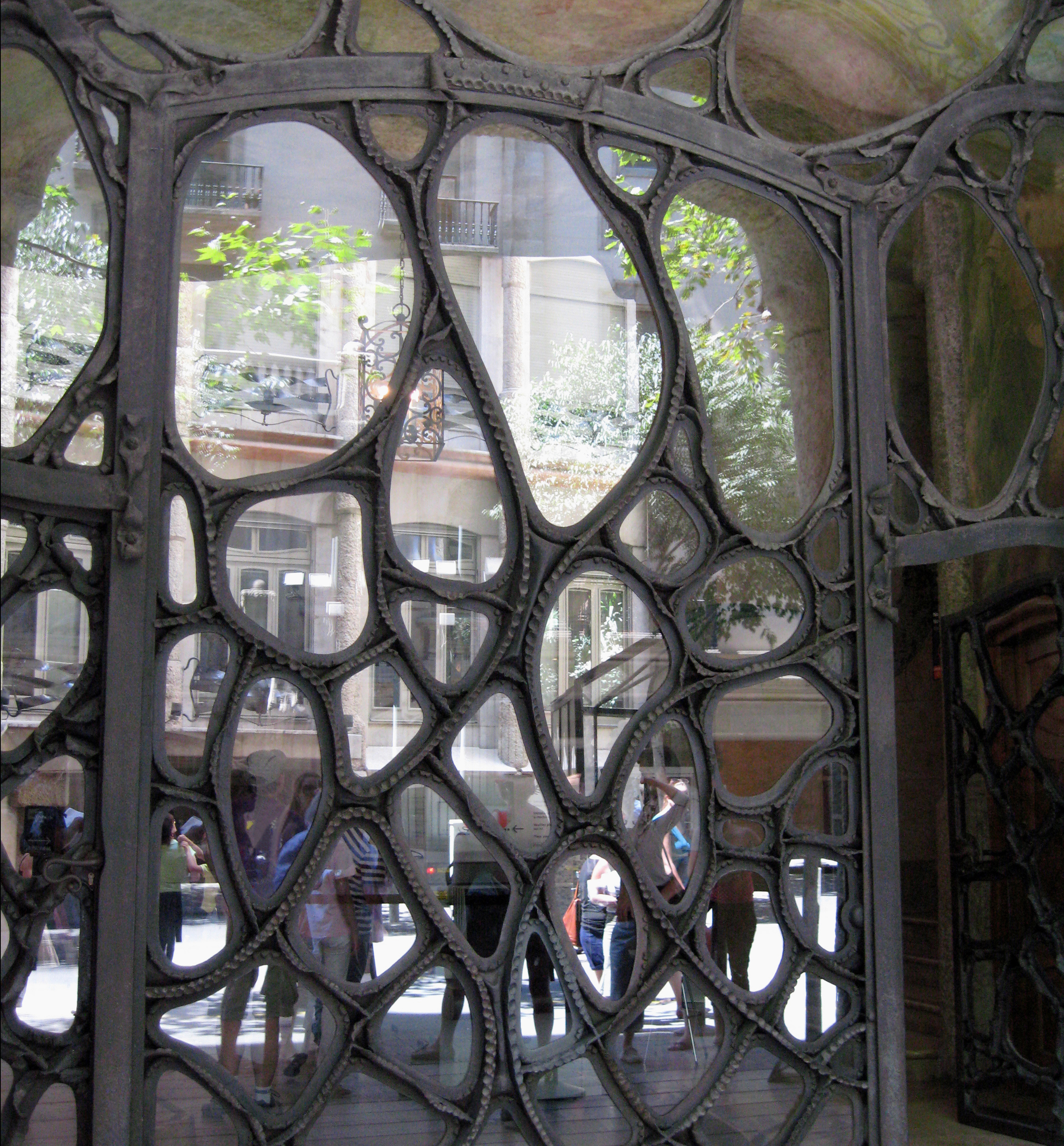
大門設計
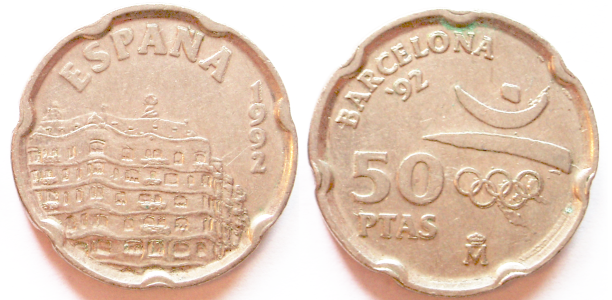
1992年奧運紀念幣上的米拉之家

## 影响
米拉之家是後來一些同樣具有生物形態主義 (Biomorphism （页面存档备份，存于）) 風格的建築的先驅：
- 德國波茨坦的愛因斯坦塔（Einstein Tower，於1921年完成），由埃瑞許·孟德爾松所設計
- 美國紐約的索羅門 R. 古根漢美術館（The Solomon R. Guggenheim Museum，於1959年完成），由弗蘭克·勞埃德·萊特所設計
- 洛杉磯的迪士尼音樂廳（Walt Disney Concert Hall，於2003年完成），由弗蘭克·蓋裡所設計
- 法國的廊香教堂（Notre Dame du Haut，於1954年完成），由勒·柯布西耶所設計
- 由奧地利建築師漢德瓦薩在維也納所設計的漢德瓦薩之家（Hundertwasserhaus，於1986年完成）與其他建築

## 文學與電影中的米拉之家
- 意大利知名導演米開朗基羅·安東尼奧尼執導的電影《過客》（Professione: reporter）中，米拉之家的屋頂曾經出現在其中一幕。
- 米拉之家在小說家艾歐因·寇弗（Eoin Colfer）的小說《阿特米斯奇幻歷險5》（Artemis Fowl and the Lost Colony）中被提及。
- 作為美國暢銷小說家丹·布朗的小說《起源》的重要場景之一。

## 外部連結
- 巴塞罗那高迪米拉之家 | 官方网页（中文） （页面存档备份，存于）
- 了解米拉之家， 西班牙旅游的官方网页 （页面存档备份，存于）（中文）
- link pictures （页面存档备份，存于）
- La Pedrera Educació （页面存档备份，存于）
- Photos of La Pedrera （页面存档备份，存于）
- La Pedrera information and photos （页面存档备份，存于）
- http://www.gaudidesigner.com/uk/casa-mila.htmlLa （页面存档备份，存于） 米拉之家的簡介
- http://www.greatbuildings.com/buildings/Casa_Mila.html （页面存档备份，存于）
- Virtual Tour （页面存档备份，存于）